# Stillwater, Oklahoma
Stillwater är en stad (city) i Payne County i delstaten Oklahoma i USA. Staden hade 48 394 invånare, på en yta av 78,49 km² (2020). Stillwater är administrativ huvudort (county seat) i Payne County.

## Kända personer från Stillwater
- Ben Cline, politiker
- Matt Holliday, basebollspelare
- James Marsden, skådespelare
- David Roberts, stavhoppare